# Tricyphona (Tricyphona) optabilis
Tricyphona (Tricyphona) optabilis is een tweevleugelige uit de familie Pediciidae. De soort komt voor in het Palearctisch gebied.